# Hey Ya!
"Hey Ya!" (em português: "Ei, Você!") é uma canção composta, produzida e cantada por André 3000, para seu álbum de 2003, The Love Below, parte do álbum duplo do OutKast, Speakerboxxx/The Love Below. A canção tem influências de funk e rock. Um videoclipe foi produzido com André 3000 junto com oito versões diferentes dele mesmo, tocando em frente a uma plateia e rodeando um caixão funerário, foi muito comparado com os Beatles por imitar a performance deles de 1964 em The Ed Sullivan Show. A canção recebeu muitos elogios da crítica musical, além de vencer um Grammy Award para Melhor Performance Urbana/Alternativa no 46º Grammy Awards.
Junto com "The Way You Move", gravada pelo outro membro do OutKast, Big Boi, "Hey Ya!" foi lançada pela LaFace Records em  2003 como um dos dois singles líderes do álbum (veja 2003 na música). Ele se tornou um sucesso comercial, alcançando o top 5 da maioria das paradas em que entrou, além de chegar ao topo da Parada de Singles ARIA, Billboard Hot 100, entre outros. A canção popularizou a frase "shake it like a Polaroid picture" (em português: "balance como uma foto de Polaroid") na cultura popular, e a Polaroid Corporation usou a canção para revitalizar a percepção do público com seus produtos.

## Formatos e faixas
| Vinil single de 7" norte-americano 1. "Hey Ya!" (edição de rádio) 2. "Hey Ya!" (instrumental) CD Single australiano 1. "Hey Ya!" 2. "Ghetto Musick" (edição de rádio) 3. "Ghetto Musick" (remix de Benny Benassi) CD Single alemão 1. "Hey Ya!" 2. "Ghetto Musick" (edição de rádio) 3. "Ghetto Musick" (remix de Benny Benassi) 4. "Hey Ya!" (videoclipe) | Vinil Single de 12" inglês 1. "Hey Ya!" (edição de rádio) 2. "Ghetto Musick" 3. "My Favourite Things" CD Single inglês 1. "Hey Ya!" (edição de rádio) 2. "Ghetto Musick" (edição de rádio) CD Maxi single inglês 1. "Hey Ya!" (edição de rádio) 2. "Ghetto Musick" (edição de rádio) 3. "My Favourite Things" 4. "Hey Ya!" (videoclipe) |

## Desempenho nas paradas

### Posições
| Top (2003)                              | Melhor posição |
| --------------------------------------- | -------------- |
| Finlândia                               | 7              |
| Nova Zelândia - Parada de Singles RIANZ | 2              |
| Noruega                                 | 1              |
| Estados Unidos - Billboard Hot 100      | 1              |
| Austrália - Parada de Singles ARIA      | 1              |
| Áustria                                 | 4              |
| Canadá                                  | 1              |
| Países Baixos                           | 22             |

| Top (2004)                     | Melhor posição |
| ------------------------------ | -------------- |
| França                         | 7              |
| Alemanha                       | 6              |
| Irlanda                        | 2              |
| Portugal - Top 50 Nacional     | 1              |
| Suécia                         | 1              |
| Suíça                          | 9              |
| Reino Unido - UK Singles Chart | 3              |
| Brasil - Brasil                | 1              |
| Mundo                          | 1              |